# Enrique Herreros Roig (atleta)
Enrique Herreros Roig (Valencia, Comunidad Valenciana, 15 de septiembre de 1999) es un atleta especializado en mediofondo, principalmente la prueba de 1500 metros, ha sido internacional con la selección española en 7 ocasiones. 
Tiene 8 medallas en Campeonatos de España en categorías inferiores, siendo 5 de oro. 
Ganó una medalla de bronce en el Campeonato de Europa Sub-18 en la prueba de 1500 metros lisos.

## Marcas personales
Aire Libre
| Prueba    | Marca   | Lugar     | Fecha               |
| --------- | ------- | --------- | ------------------- |
| 800 m.l.  | 1:50:54 | Ibiza     | 8 de mayo de 2021   |
| 1000m.l   | 2:24.84 | Ibiza     | 18 de mayo de 2019  |
| 1500 m l. | 3:38.19 | Castellón | 29 de junio de 2022 |

Pista corta
| Prueba    | Marca   | Lugar    | Fecha                |
| --------- | ------- | -------- | -------------------- |
| 1500 m l. | 3:43.35 | Sabadell | 6 de febrero de 2019 |
| 3000 m l. | 8:04.17 | Valencia | 25 de enero de 2023  |

## Distinciones
- 3.º de Europa Sub-18
- Campeón España Aire Libre 1500 en 2016 - 2018
- Campeón de España Short Track en 2017 - 2019 - 2021